# International Union of Pure and Applied Chemistry
International Union of Pure and Applied Chemistry, der forkortes IUPAC, er en international ikke-statslig forening, grundlagt i 1919, hvis hovedformål er at fremme de verdensomspændende aspekter i de kemiske videnskaber, samt at bidrage til udnyttelsen af kemisk viden til fordel for menneskeheden. Foreningens medlemmer består af repræsentanter fra forskellige nationale videnskabelige råd eller sammenslutninger, der repræsenterer det pågældende lands kemikere. Danmark er repræsenteret gennem Den danske Nationalkomité for Kemi.
Foreningen er mest kendt for at have standardiseret den kemiske nomenklatur indenfor både organisk og uorganisk kemi. Udover også at angive normer indenfor nomenklaturen i andre grene af kemien, fastsætter organisationen en lang række standardværdier, bl.a. atomvægt for samtlige grundstoffer i det periodiske system.